# Hamrånge församling
Hamrånge församling är en församling i Gästrikekustens pastorat i Gästriklands kontrakt i Uppsala stift. Församlingen ligger i Gävle kommun i Gävleborgs län.

## Administrativ historik
Församlingen har medeltida ursprung och utgjorde till 2018 ett eget pastorat. Från 2018 ingår församlingen i ett pastorat med Hille församling.

## Organister
| Ämbetstid | Namn                    | Levnadstid | Övrigt    |
| --------- | ----------------------- | ---------- | --------- |
| 1930–1964 | Britta Amalia Lönnquist | 1908–      | Organist. |

## Kyrkor
- Hamrånge kyrka
- Österheds kapell